# Росен Малинов
Росен Малинов Малинов е български политик. Народен представител от парламентарната група на Коалиция за България в XLII народно събрание.

## Биография
Росен Малинов е роден на 28 март 1955 година в София. Завършва специалностите „педагогика“ и „история“ в СУ Св. „Климент Охридски“.
След промените през 1989 година e общински съветник от групата на БСП в Столичния общински съвет, в четири поредни мандата.
На парламентарните избори в България през 2013 година е избран за народен представител от листата на Коалиция за България в 24 МИР София. На 20 юни 2013 година е назначен за областен управител на Област София, със заповед на премиера Пламен Орешарски.

## Държавна сигурност
Росен Малинов е обявен от Комисията по досиетата за принадлежност към структурите на бившата Държавна сигурност. Според нея, Малинов е вербуван като съдържател на явочна квартира „Люляк“ от Шесто управление на ДС за борба срещу идеологическата диверсия през 1988 година. Сътрудничил е на отдел 03 на Шесто, който е натоварен с борба срещу „подривна дейност на противника по направление на религията, ционизма, белоемигранти, арменски национализъм и свързаните с тях задгранични центрове“. Досието на „Люляк“ е унищожено през май 1990 година, както повечето материали за явочните и конспиративни квартири.